# Hendrick Mokganyetsi
Hendrick Mokganyetsi (* 7. September 1975 in Pretoria) ist ein ehemaliger südafrikanischer Sprinter und Mittelstreckenläufer.
Er nahm an den Olympischen Spielen 1996 in Atlanta teil. Mit der 4-mal-400-Meter-Staffel erreichte er die Halbfinalrunde, im 400-Meter-Lauf das Viertelfinale. Bei den Leichtathletik-Weltmeisterschaften 1997 in Athen belegte er mit der Staffel den fünften Platz, im 800-Meter-Lauf schied er in der Viertelfinalrunde aus.
Den bedeutendsten Erfolg seiner Karriere erzielte er mit dem Gewinn der Bronzemedaille in der 4-mal-400-Meter-Staffel bei den Leichtathletik-Weltmeisterschaften 1999 in Sevilla. Die südafrikanische Mannschaft hatte in der Aufstellung Jopie van Oudtshoorn, Hendrick Mokganyetsi, Adriaan Botha und Arnaud Malherbe das Ziel in Landesrekordzeit von 3:00,20 min zwar nur als Vierte erreicht. Die ursprünglich siegreiche US-amerikanische Staffel wurde jedoch nachträglich wegen eines Dopingvergehens ihres Läufers Antonio Pettigrew disqualifiziert, so dass das südafrikanische Quartett in der Wertung um einen Rang aufrückte. Kurze Zeit später gewann Mokganyetsi bei den Panafrikanischen Spielen in Johannesburg mit der Staffel die Silbermedaille.
Mit dem sechsten Platz im 400-Meter-Lauf bei den Olympischen Spielen 2000 in Sydney erzielte er eines der herausragenden Einzelresultate seiner Karriere. Dagegen verpasste er mit der Staffel den Finaleinzug in Sydney. Bei den Leichtathletik-Weltmeisterschaften 2001 in Edmonton erreichte er über 400 m das Halbfinale. Bei den Olympischen Spielen 2004 in Athen schied er mit der Staffel in der Vorrunde aus.
Hendrick Mokganyetsi wurde zweimal südafrikanischer Meister im 400-Meter-Lauf (2000 und 2001). Über diese Distanz stellte er 2000 mit einer Zeit von 44,59 s einen Landesrekord auf. Bei einer Körpergröße von 1,82 m hatte er ein Wettkampfgewicht von 70 kg und ist nach Ende seiner aktiven Laufbahn für den südafrikanischen Leichtathletikverband tätig.

## Bestleistungen
- 200 m: 21,75 s, 23. Februar 2002, Pretoria
- 400 m: 44,59 s, 9. September 2000, Yokohama
- 800 m: 1:44,62 min, 8. Juni 1997, Moskau